# Комп'ютерна графіка (інформатика)

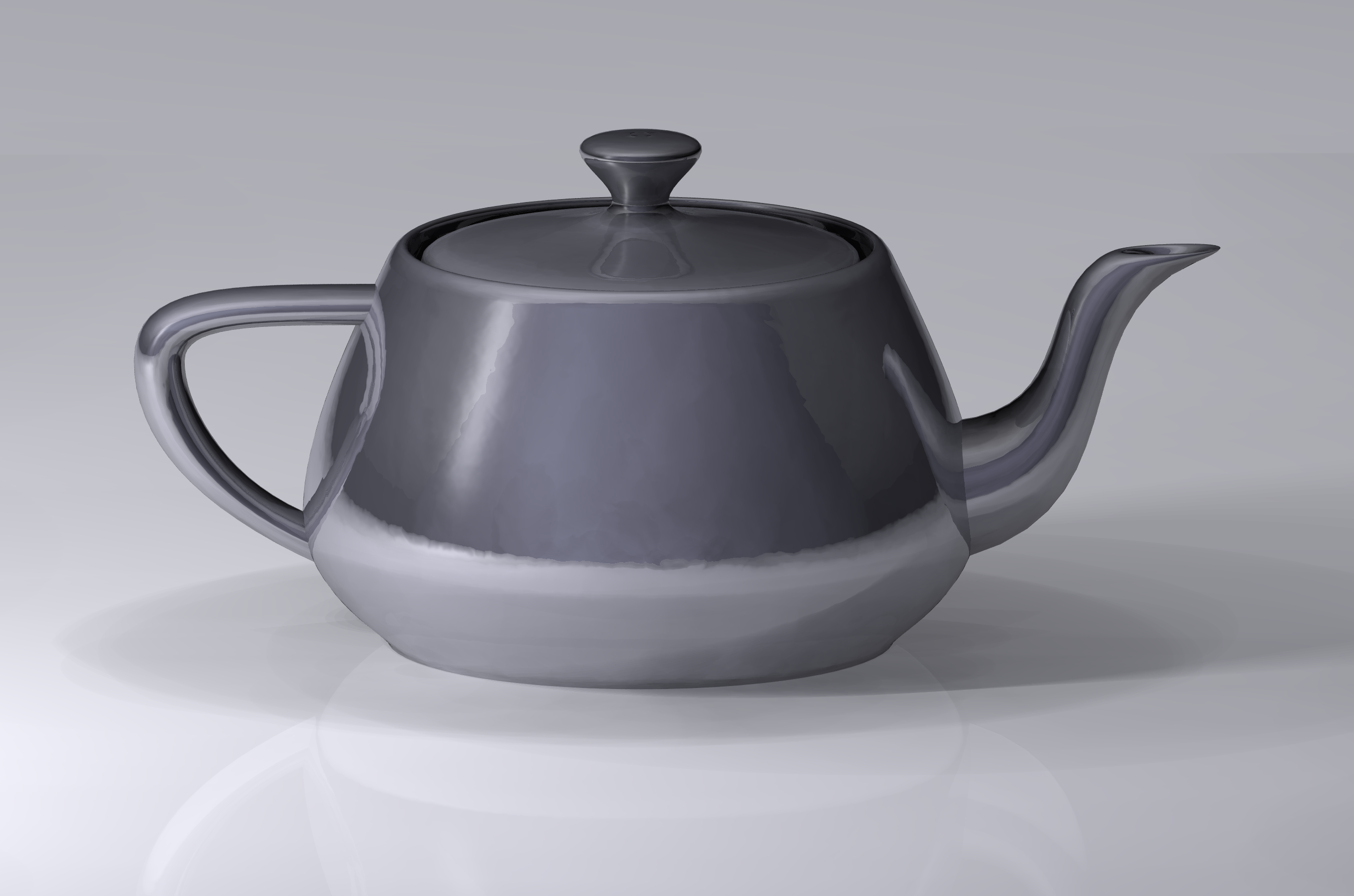
Чайник Юта — знакова модель в 3D графіці, створена за допомогою комп'ютерного моделювання і візуалізації Мартіном Ньюеллем в 1975 році.

Комп'ютерна гра́фіка — 1) розділ інформатики, який вивчає методи цифрового синтезу і обробки зорового контенту; 2) вид сучасного мистецтва, яке також називають цифровим, що входить до загального медіа-арту — зображення, які створюються, перетворюються, оцифровуються, обробляються і виводяться засобами обчислювальної техніки, в тому числі апаратними і програмними засобами; рухома комп'ютерна графіка називається комп'ютерним відео або комп'ютерною анімацією.
Для виведення графіки використовують монітор, принтер, плотер тощо.
Робота з комп'ютерною графікою — один з найпоширеніших напрямків використання персонального комп'ютера, до того ж виконують цю роботу не тільки професійні художники і дизайнери. На будь-яких підприємствах іноді виникає необхідність подачі рекламних оголошень в газетах і журналах або просто у випуску рекламної листівки або буклету.
Без комп'ютерної графіки не обходиться жодна сучасна мультимедійна програма. Робота над графікою становить до 90 % робочого часу програмістських колективів, які випускають програми масового використання.
Розрізняють 3 види комп'ютерної графіки. Це растрова графіка, векторна графіка і фрактальна графіка. Вони відрізняються принципами формування зображення при відображенні на екрані монітора або у разі друку на папері.
Растрову графіку використовують при розробці електронних (мультимедійних) і поліграфічних видань. Ілюстрації, виконані засобами растрової графіки, рідко створюють вручну за допомогою комп'ютерних програм. Частіше для цього використовують скановані ілюстрації, підготовлені художником на папері, або фотографії. Останнім часом для вводу растрових зображень в комп'ютер широко використовують цифрові фото- і відеокамери.
Більшість графічних редакторів, призначених для роботи з растровими ілюстраціями, орієнтовані більше на обробку, а не створення зображення. В Інтернеті поки що використовують тільки растрові ілюстрації.
Програмні засоби для роботи з векторною графікою призначені найперше для створення ілюстрацій і менше для їхньої обробки. Такі засоби широко використовують в рекламних агентствах, дизайнерських бюро, редакціях і виданнях. Оформлювальні роботи із застосуванням шрифтів і простих геометричних елементів, вирішуються засобами векторної графіки набагато простіше. Існують приклади високохудожніх творів, створених засобами векторної графіки, але вони скоріше винятки, ніж правило, оскільки художня підготовка ілюстрацій засобами векторної графіки надзвичайно складна.
Програмні засоби для роботи з фрактальною графікою призначені для автоматичної генерації зображення шляхом математичних розрахунків. Створення фрактальної художньої композиції полягає не в рисуванні чи оформленні, а в програмуванні. Фрактальну графіку рідко використовують для створення друкованих або електронних документів, але її часто використовують у розважальних програмах.

## Історія
Перші обчислювальні машини не мали окремих засобів для роботи з графікою, але використовувалися для отримання і обробки зображень. Програмуючи пам'ять перших електронних машин, побудовану на основі матриці ламп, можна було отримувати візерунки.
У 1961 році програміст С. Рассел очолив проєкт зі створення першої комп'ютерної гри з графікою. Створення гри («Spacewar!») тривало приблизно 200 людино-годин. Гра була створена на машині PDP-1.
У 1963 році американський вчений Айвен Сазерленд створив програмно-апаратний комплекс Sketchpad, який дозволяв малювати крапки, лінії і кола на трубці цифровим пером. Підтримувалися базові дії з примітивами: переміщення, копіювання та ін. По суті, це був перший векторний редактор, реалізований на комп'ютері. Також програму можна назвати першим графічним інтерфейсом, причому вона була такою ще до появи самого терміна.
У середині 1960-х рр. з'явилися розробки в промислових додатках комп'ютерної графіки. Так, під керівництвом Т. Мофетта і Н. Тейлора фірма Itek розробила цифрову електронну креслярську машину. У 1964 році General Motors представила систему автоматизованого проєктування DAC-1, розроблену спільно з IBM.
У 1964 році групою під керівництвом Н. Н. Константинова була створена комп'ютерна математична модель руху кішки. Машина БЕСМ-4, виконуючи написану програму рішення диференційних рівнянь, малювала мультфільм «Кішечка», який для свого часу був проривом. Для візуалізації використовувався алфавітно-цифровий принтер.
У 1968 році суттєвий прогрес комп'ютерна графіка зазнала з появою можливості запам'ятовувати зображення і виводити їх на комп'ютерному дисплеї, електронно- променевій трубці.

## Основні області застосування
Наукова графіка — перші комп'ютери використовувалися лише для вирішення наукових і виробничих завдань. Щоб краще зрозуміти отримані результати, виробляли їх графічну обробку, будували графіки, діаграми, креслення розрахованих конструкцій. Перші графіки на машині отримували в режимі символьного друку. Потім з'явилися спеціальні пристрої — графопобудовники (плоттери) для створення креслень і графіків чорнильним пером на папері. Сучасна наукова комп'ютерна графіка дає можливість проводити обчислювальні експерименти з наочним поданням їх результатів.
Ділова графіка — область комп'ютерної графіки, призначена для наочного представлення різних показників роботи установ. Планові показники, звітна документація, статистичні зведення — для таких об'єктів за допомогою ділової графіки створюються ілюстративні матеріали. Програмні засоби ділової графіки включаються до складу електронних таблиць.
Конструкторська графіка використовується в роботі інженерів — конструкторів, архітекторів, винахідників нової техніки. Цей вид комп'ютерної графіки є обов'язковим елементом САПР (систем автоматизації проєктування). Засобами конструкторської графіки можна отримувати як плоскі зображення (проєкції, переріз), так і просторові тривимірні зображення.
Ілюстративна графіка — це довільне малювання і креслення на екрані комп'ютера. Пакети ілюстративній графіки відносяться до прикладного програмного забезпечення загального призначення. Найпростіші програмні засоби ілюстративної графіки називаються графічними редакторами.
Художня і рекламна графіка — що стала популярною багато в чому завдяки телебаченню. За допомогою комп'ютера створюються рекламні ролики, мультфільми, комп'ютерні ігри, відео уроки, відео презентації. Графічні пакети для цих цілей вимагають великих ресурсів комп'ютера за швидкодією і пам'яті. Відмінною особливістю цих графічних пакетів є можливість створення реалістичних зображень і «рухомих картинок». Отримання малюнків тривимірних об'єктів, їх повороти, наближення, видалення, деформації пов'язано з великим обсягом обчислень. Передача освітленості об'єкта в залежності від положення джерела світла, від розташування тіней, від фактури поверхні, вимагає розрахунків, які враховують закони оптики.
Комп'ютерна анімація — це отримання рухомих зображень на екрані дисплея. Художник створює на екрані малюнки початкового і кінцевого положення рухомих об'єктів, всі проміжні стани розраховує і зображує комп'ютер, виконуючи розрахунки, що спираються на математичний опис даного виду руху. Отримані малюнки, що виводяться послідовно на екран з певною частотою, створюють ілюзію руху.
Мультимедіа — це об'єднання високоякісного зображення на екрані комп'ютера зі звуковим супроводом. Найбільшого поширення системи мультимедіа отримали в галузі навчання, реклами, розваг.

## Растрова графіка
Основним елементом растрового зображення є точка (крапка). Якщо зображення екранне, то ця точка називається пікселем. Залежно від того, на яку графічну роздільність екрану налаштована операційна система комп'ютера, на екрані можуть розміщуватись зображення, які мають 640х480, 800х600, 1024х768 і більше пікселів.
З розміром зображення безпосередньо пов'язана його роздільна здатність. Цей параметр вимірюється в точках на дюйм (англ. dots per inch, dpi). У монітора з діагоналлю 15 дюймів розмір зображення на екрані становить приблизно 28х21 см. Знаючи, що в одному дюймі 25,4 мм, можна розрахувати, що при роботі монітора в режимі 800х600 пікселів роздільна здатність екранного зображення 72 dpi.
Для друку роздільність має бути набагато вище. Поліграфічний друк повноколірного зображення вимагає роздільної здатності 200—300 dpi. Стандартний фотознімок 10х15 см повинен мати приблизно 1000х1500 пікселів. Таке зображення буде мати 1,5 млн точок, а якщо зображення кольорове і на координування кожної точки використано три байти, то звичайній фотографії відповідатиме обсяг даних розміром понад 4 Мбайт.
Великий обсяг даних — основна проблема при використанні растрових зображень. Для активних робіт з великими ілюстраціями типу журнальної шпальти потрібні комп'ютери з великими обсягами оперативної пам'яті (128 Мбайт і більше) і високопродуктивними процесорами.
Другий недолік растрових зображень пов'язаний з неможливістю розглянути дрібниці. Оскільки зображення складається із точок, то його збільшення, призводить до того, що ці точки стають великими. Ніяких деталей при збільшенні растрового зображення роздивитись не вдається. Більше того, збільшення точок растру візуально спотворює картинку і робить її грубою. Цей ефект називається пікселізацією.

## Векторна графіка
У векторній графіці основним елементом зображення є лінія. В растровій графіці також існують лінії, але там вони розглядаються як комбінації точок. Відповідно, чим довша растрова лінія, тим більше пам'яті вона потребує. У векторній графіці обсяг пам'яті, для зберігання лінії, не залежить від розміру лінії, оскільки лінія представляється у вигляді формули, а точніше, у вигляді кількох параметрів. Що б ми не робили з цією лінією, міняються тільки її параметри.
Лінія — елементарний об'єкт векторної графіки. Все, що є у векторній ілюстрації, складається з ліній. Найпростіші об'єкти об'єднуються в складніші, наприклад, чотирикутник можна розглядати як чотири взаємопов'язані лінії, а куб як дванадцять взаємопов'язаних ліній, або як шість чотирикутників. Через такий підхід векторну графіку часто називають об'єктно-орієнтованою графікою.
Як усі об'єкти, лінії мають властивості. До цих властивостей належать: форма лінії, її товщина, колір, характер лінії (суцільна, пунктирна тощо). Замкнені лінії мають властивість заповнення. Внутрішня область замкнутого контуру може бути заповнена кольором, текстурою, картою (заготовлені растрові зображення).
Векторна графіка цих вад не має, але значно ускладнює роботу зі створення художніх зображень. На практиці засоби векторної графіки використовують не для створення художніх композицій, а для оформлювальних, креслярських і проєктно-конструкторських робіт.
У векторній графіці достатньо складні композиції мають невеликий обсяг. Питання масштабування вирішуються також легко. За потреби, зображення можна збільшувати до найдрібніших деталей.

## Фрактальна графіка
Фрактальна графіка обраховується як векторна, але відрізняється тим, що жодних об'єктів у пам'яті комп'ютера не зберігається. Зображення будується за рівнянням (або за системою рівнянь), тому нічого, крім формули, зберігати не потрібно. Змінивши коефіцієнти у рівнянні, можна отримати зовсім іншу картину.
Найпростішим фрактальним об'єктом є фрактальний трикутник. Фрактальними властивостями володіють багато об'єктів живої і неживої природи. Звичайна сніжинка при збільшенні виявляється фрактальним об'єктом. Фрактальні алгоритми лежать в основі росту кристалів і рослин.
Властивість фрактальної графіки моделювати образи живої природи обчисленням часто використовують для автоматичної генерації незвичних ілюстрацій.

## Тривимірна графіка
Тривимірна графіка (3D — від англ. Three dimensions — «три виміри») оперує з об'єктами в тривимірному просторі. Зазвичай результати являють собою плоску картинку, проєкцію. Тривимірна комп'ютерна графіка широко використовується в кіно, комп'ютерних іграх.
У тривимірній комп'ютерній графіці всі об'єкти зазвичай є набором поверхонь або часток. Мінімальну поверхню називають полігоном. Як полігон зазвичай обирають трикутники.
Усіма візуальними перетвореннями в 3D-графіці управляють матриці. У комп'ютерній графіці використовується три види матриць:
- матриця повороту
- матриця зсуву
- матриця масштабування

Будь-який полігон можна представити у вигляді набору з координат його вершин. Так, у трикутника буде 3 вершини. Координати кожної вершини є вектором (x, y, z). Помноживши вектор на відповідну матрицю, ми отримаємо новий вектор. Зробивши таке перетворення з усіма вершинами полігону, отримаємо новий полігон, а перетворивши всі полігони, отримаємо новий об'єкт, повернений / зрушений /масштабований відносно початкового.

## Цікаві факти
- 3 грудня традиційно відзначається Всесвітній день комп'ютерної графіки. Для свята було обрано саме цю дату, тому що вона єдина в році (англ. 3 December) починається з поєднання символів «3D».[1][2]